# Anacharsis Cloots
Le baron Jean-Baptiste de Cloots, dit Anacharsis Cloots ou l'Orateur du Genre humain,, né le 24 juin 1755 au château de Gnadenthal (Val-de-Grâce), près de Clèves en Allemagne et guillotiné le 24 mars 1794 à Paris, est un penseur et militant politique prussien francophile, fait citoyen d'honneur de la France le 26 juin 1792, très favorable à la Révolution française et tenant fervent de l'athéisme.

## Biographie
Né dans une famille noble prussienne d'origine hollandaise, il est l'héritier d’une grande fortune ; érudit, critique des religions révélées, Cloots se fait connaître, dès avant la Révolution, par ses opinions francophiles : en 1786, dans un ouvrage intitulé Vœux d’un Gallophile, il envisage le rattachement de la rive gauche du Rhin à la France.
À la fin de 1789, il s’installe en France et pousse les différents gouvernements à répandre les idées révolutionnaires en Europe. Dans Motion, il écrit : « La Religion est une relation entre Dieu et ma conscience ; et non pas entre Dieu et des consciences prises collectivement. ». Ayant changé son nom en Anacharsis, il se proclame « orateur du genre humain » et publie à partir de 1792 L’Orateur universel. En février 1792, il publie son livre République universelle. Cependant, en 1791, il avait défendu contre les jacobins le maintien du système esclavagiste dans les colonies, estimant prématuré d'engager une réforme aussi radicale.
Il est proclamé citoyen français par l’Assemblée nationale législative le 26 août 1792, est élu député de l'Oise à la Convention en septembre où il fait l'apologie de massacres (« scrutin épuratoire dans les prisons ») ; il est d'abord proche des Girondins Roland puis Brissot. Mais, en janvier 1793, lors du procès du roi (qu'il nomme « Louis le Dernier »), il se rapproche des montagnards en votant la mort sans appel au peuple et sans sursis. En avril, il vote contre la mise en accusation de Marat. Il est président du club des Jacobins à la fin de 1793, juste avant sa chute.
À l’instigation de Robespierre, qui reproche à Cloots son rêve d'une république universelle, sa « rage de conquête » et son athéisme militant, encouragée par les remarques acerbes de Camille Desmoulins formulées dans le numéro 2 du Vieux Cordelier, la Convention vote son exclusion (ainsi que celle de l'Américain Thomas Paine), en tant qu’étrangers le 6 nivôse an II (26 décembre 1793), il est arrêté deux jours plus tard, et, traduit devant le Tribunal révolutionnaire dans le cadre du procès des hébertistes. Il est condamné à mort et exécuté le 4 germinal an II (24 mars 1794) avec 18 autres condamnés dont Hébert, Ronsin, Proly, Momoro, Vincent, De Kock et Jean-Baptiste Mazuel (né vers 1769 à Lyon). Il a tenu à être guillotiné le dernier. Il repose au cimetière de Picpus.

## Hommages
Joseph Beuys (1921-1986), qui admirait en Anacharsis Cloots l’esprit et le cosmopolitisme, lui a rendu un honneur tardif, allant jusqu’à se faire appeler Joseph-Anacharsis Clootsbeuys.

## Œuvres

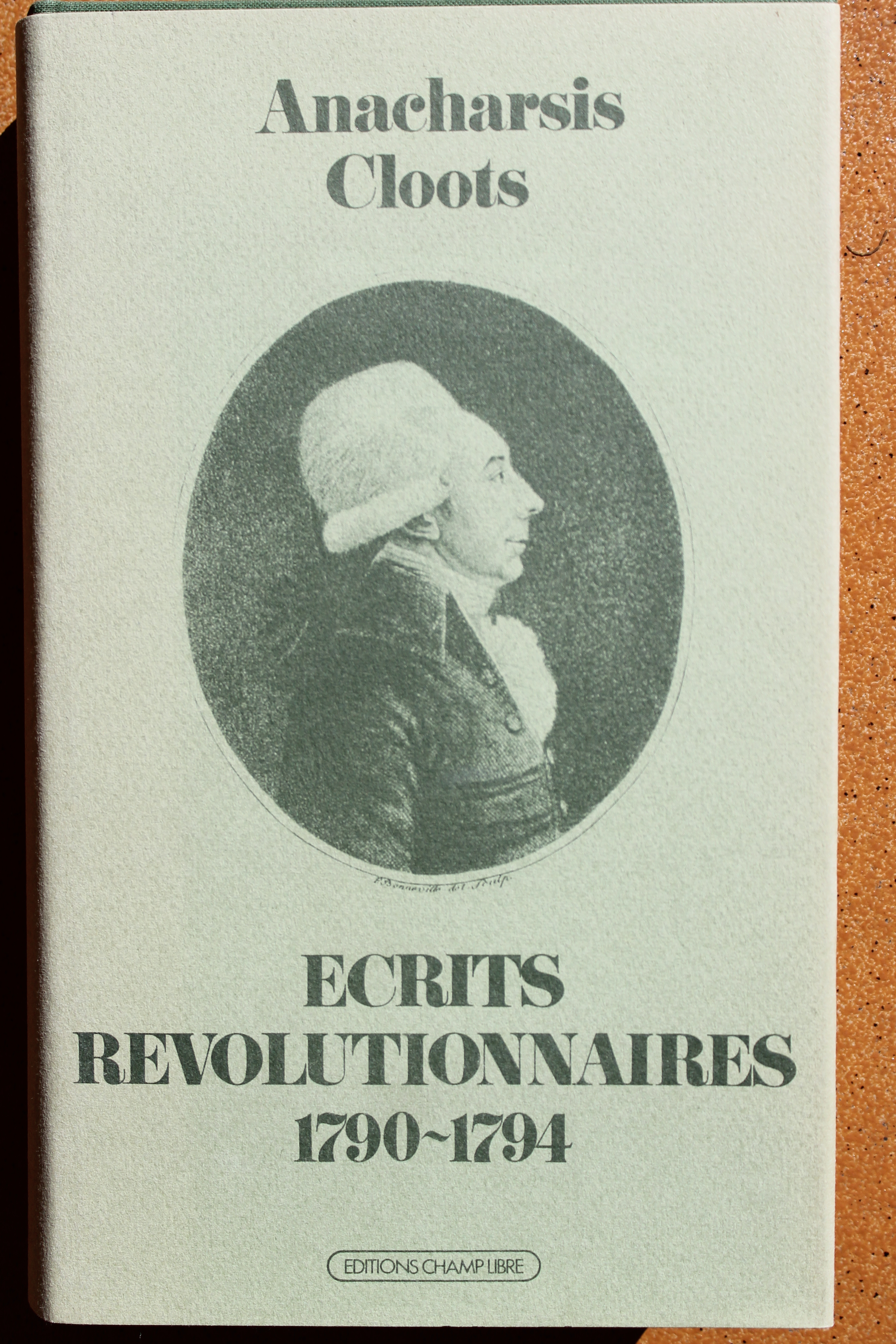
Écrits révolutionnaires (1790-1794).

- Écrits révolutionnaires (1790-1794), présentés par Michèle Duval, volume relié, Paris, éditions Champ Libre, 1979.
- Certitude des preuves du mahométisme ou réfutation de l’examen critique des apologies de la religion mahométane, Londres, 1780 disponible sur Google Livres.
- Lettre sur les juifs à un ecclésiastique de mes amis, Berlin, 1782 disponible sur Collections Europeana.
- L’Alcoran des princes, Saint-Pétersbourg, 1783.
- Vœux d’un gallophile, 1786 disponible sur Google Livres.
- Motion, 1790 disponible sur Internet Archive
- Adresse d’un Prussien à un Anglais [Edmond Burke], 1790 lire en ligne sur Gallica
- Anacharsis à Paris, 1791 disponible sur Internet Archive
- Correspondance avec le chevalier d'Éon, 1791.
- L’Orateur du genre humain ou dépêche du prussien Cloots au prussien Hertzberg, 1791 disponible sur Google Livres.
- La république universelle ou adresse aux tyrannicides, 1792 disponible sur Google Livres.
- Bases constitutionnelles de la république du genre humain , 1793 disponible sur Google Livres.
- Appel au genre humain, 1793 disponible sur Internet Archive